# Universitas Teuku Umar
Universitas Teuku Umar – indonezyjska uczelnia publiczna w mieście Meulaboh (prowincja Aceh). Została założona w 1984 roku jako Akademi Pertanian Meulaboh, od 2006 roku funkcjonuje jako uniwersytet. Od 2014 roku ma status uczelni państwowej.